# Lophostrix cristata cristata
Lophostrix cristata cristata (Daudin, 1800) è una sottospecie di gufo crestato presente  dal Venezuela, Suriname e Guyana fino in Colombia e dall'Amazzonia fino al nord della Bolivia, nord-est dell'Ecuador e est del Perù.